# Andrée Dupeyron
Andrée Dupeyron nata Mailho (Ivry-sur-Seine, 19 ottobre 1902 – Mont-de-Marsan, 22 luglio 1988) è stata un'aviatrice francese, due volte (nel 1938 e nel 1949) primatista mondiale di distanza con volo in linea retta senza scalo con 4 360 km e successivamente 5 942 km.

## Biografia
Figlia di un meccanico, incontrò Gustave Dupeyron, garagista e suo futuro marito, quando aveva sedici anni. Entrambi erano appassionati di meccanica e fin da giovani si interessarono all'aviazione. Nel 1922 la Dupeyron fu allieva della scuola di volo Mont-de-Marsan di Henri Farbos prendendo il brevetto di pilota a bordo di un velivolo Potez 39. A partire dal 1934 iniziò a volare da sola sulle lunghe distanza.
Il 15 maggio 1938 stabilì il record mondiale di volo senza scalo in linea retta, percorrendo i 4 360 km che separavano Orano, in Algeria, da Tel El Aham, in Iraq a bordo di un monomotore da turismo Caudron C.600 Aiglon dotato di motore Renault. Tale impresa, compiuta all'età di trentasei anni, la fece conoscere al grande pubblico  perché aveva battuto il record stabilito solo il giorno precedente dall'aviatrice francese Élisabeth Lion.
Dal 1938, in Francia, era stata approvata la legge sul paese in tempo di guerra che permetteva alle donne l'ingresso nelle forze armate come infermiere e guidatrici di ambulanze sia arruolandosi nelle forze armate che come volontarie nella Croce Rossa. Nel 1939, pertanto, la Dupeyron si arruolò come volontaria nell'Armée de l'Air. Il 24 maggio 1940 fu approvata la legge voluta da Guy La Chambre, allora Ministro dell'aviazione, e dal Capo di stato maggiore, il generale Joseph Vuillemin, e che concedeva alle donne di pilotare gli aerei sanitari oppure organizzare trasporti di aerei nelle zone di guerra. Furono precettate per i convogli aerei quattro aviatrici, Maryse Bastié, Maryse Hilsz, Paulette Bray-Bouquet, Claire Roman e l’IPSA Berthe Finat. Ma nemmeno un mese dopo, con l'occupazione tedesca e la firma del armistizio di Compiègne questa possibilità venne meno. Solo Claire Roman avrebbe seguito l'amministrazione centrale (DALAC), che aveva ripiegato ad Amboise. La Dupeyron, come diverse altre aviatrici, avrebbe dovuto aspettare il decreto di Charles Tillon, e la sua formazione di una squadra femminile di aviatrici, prima di poter tornare a volare.
Volontaria nelle FAFL nel 1944 fu madrina e pilota in una squadriglia che portava il suo nome.
Poco dopo la fine della seconda guerra mondiale fu allieva dell'ETM (École de transformation monomoteur) successivamente designata BE-705, sulla base di Cognac. Su questa base si addestravano al volo piloti provenienti dalle Forces Aériennes Françaises Libres (FAFL) e dall'Armée de l'air de l'armistice, l'aviazione di Vichy.
Nel tempo libero frequentò l'Aeroclub "Cognaçaises Wings" di Cognac, dove volò sugli alianti SG-38, C-800, SA-103 Emouchet, Avia 152A e Kranich.
Nel 1947 terminò però anche il suo contratto con l'Armée de l'air e la Dupeyron riprese a cimentarsi in gare e tentativi di record. L’8 maggio 1949 stabilì nuovamente il primato mondiale di distanza in linea retta a bordo di un Morane-Saulnier MS.572, volando da Mont-de-Marsan à Jiwani, vicino a Karachi (Pakistan), percorrendo 5 932 km in 31 h 23 min di volo.
Fu tuttavia il record del 1938 stabilito dalla Dupeyron che ispirò il film francese del 1944 Le ciel est à vous, (il cielo è vostro)  diretto da Jean Grémillon e interpretato da Madeleine Renaud e Charles Vanel e in particolare l'episodio della sparizione dell'aviatrice dopo che aveva stabilito il record di distanza, percorrendo 4360 km. La Dupeyron era scomparsa per due giorni ed era stata ritrovata dai nomadi nel deserto. Nel film, il giorno prima della partenza, Charles Vanel, guardando l'aereo della avversaria, un Messerschmitt dice: «Evidentemente, non si può lottare…» e questa frase se si pensa che il film fu girato durante l'occupazione nazista, è densa di significato.
Nel giugno 1949, la Dupeyron fu decorata con la Croce di Ufficiale della Legion d'onore.
Si spense a Mont de Marsan il 22 luglio 1988. Una via di Mont-de-Marsan porta il suo nome.

### Annotazioni
1. ↑  Tra il 13 e il 14 maggio 1938 Élisabeth Lion aveva stabilito il primato mondiale di distanza in linea retta a bordo di un Caudron C.600 Aiglon (matricola F-ANSK), dotato di un motore Renault da 100 CV, battendo quello precedente della statunitense Amelia Earhart. Élisabeth Lion volò per 4 063 chilometri, decollando alle 9:30 dalla base aerea di Istres), ed atterrando ventuno ore dopo ad Abadan, in Iran.
2. ↑  Creata a Bordeaux nell'ottobre 1944, e denominata Escadrille "Andrée-Dupeyron".
3. ↑  Tale unità utilizzava svariati tipi di velivoli mono e bimotori: de Havilland Tiger Moth, Arado Ar 96b e SIPA S-10, la sua versione francese, Nord 1000 Pingouin (il Me 108 di costruzione francese), Miles Master, Stampe SV.4, Morane-Saulnier MS.230 e Avro Anson.
4. ↑  Equipaggiato con un propulsore Potez 4D-1 da 160 CV.

### Fonti
1. 1 2 3  Catillon 1997, p. 67.
2. ↑  L'Aéronautique, Volume 20, 1938, p. 161
3. 1 2  Reynolds 2002, p. 76.
4. ↑  The Aeroplane, Volume 54, 1938, p. 55
5. ↑  http://www.defense.gouv.fr/air/dossiers/l-armee-de-l-air-au-feminin/articles/l-aviation-feminine
6. ↑  https://rha.revues.org/7776?lang=en
7. ↑  Sud-Ouest, 25 ottobre 1944; Répertoire
8. ↑  L'Aérophile: revue technique et pratique de la locomotion aérienne, Volume 54, 1946, p. 215
9. ↑  Le Figaro n°1452, Parigi, 11 maggio 1949.
10. ↑  L'Air et l'espace, Volume 34, 1953, p. 103
11. ↑  Der Spiegel n.21, Rudolf Augstein e John Jahr Verlag, Berlin, 1949.
12. ↑  Florence Montreynaud, L'aventure des femmes XXe-XXIe siècle, Nathan, Paris, 2011.
13. ↑  "http://www.streetdir.org/FR/Aquitaine/Landes/Mont-De-Marsan/Mont-De-Marsan/Strassen/Rue-Andree-Dupeyron/

### Periodici
- L'Aéronautique, Volume 20 del 1938.
- L'Air et l'espace, Volume 34 del 1953.